# Mick Avory
Michael Charles Avory (Londres, 15 de fevereiro de 1944), mais conhecido como Mick Avory, é um músico britânico. Foi baterista da banda The Kinks, na qual tocou desde sua formação, em 1964, até 1984, quando foi expulso devido a desentendimentos com o guitarrista Dave Davies. Antes dos Kinks, Avory tocou com vários grupos de jazz e também teve uma breve passagem pela banda The Rolling Stones.